# Yeovil Without
Yeovil Without è un villaggio con status di parrocchia civile nel South Somerset, in Inghilterra. Si trova alla periferia nord della cittadina di Yeovil.